# Karsten Braasch
Karsten Braasch, né le 14 juillet 1967 à Marl, est un ancien joueur de tennis allemand, professionnel entre 1987 et 2005.

## Biographie
Apparu pour la première fois au classement ATP le 3 mars 1986, il atteignit la 38e place le 13 juin 1994 et fut classé dans le top 100 durant 93 semaines.
Joueur atypique, ce gaucher est surtout connu pour avoir répondu à la provocation des sœurs Williams qui prétendaient pouvoir battre des joueurs du top 200, lors de Open d'Australie 1998. Braasch, alors classé 203e joueur mondial et âgé de près de 15 ans de plus que les deux joueuses, accepta le défi et remporta les deux manches 6-1 et 6-2, respectivement face à Serena et Venus, en n'ayant qu'une seule balle de service, et non sans avoir grillé une cigarette lors d'un changement de côté, comme à son habitude. De ses propres dires, il s'était préparé au jeu en ayant participé à une partie de golf, tout en sirotant quelques panachés glacés.
Il fumait près d'un paquet de cigarettes par jour.
Il fut également vice-président du Conseil des joueurs de l'ATP entre 1995 et 1996.

## Carrière
Il n'a atteint qu'une seule finale sur le circuit ATP à Rosmalen en 1994. En revanche, il a participé à 9 finales en double et a atteint à deux reprises les quarts de finale en Grand Chelem, à Roland-Garros en 1997 et 2004.
1994 reste de loin sa meilleure année en simple avec une finale, trois demi-finales et une participation à l'ensemble des tournois Masters 1000.
En 1995, il se hisse en huitième de finale du Masters de Miami en éliminant au deuxième tour la tête de série no 11, Stefan Edberg.
Une blessure contractée durant l'US Open, face à Kenneth Carlsen, l'écarte des cours pendant plus de quatre mois. Il se reprend fin 1996 en double, il remporte en effet quatre tournois Challenger dont trois d'affilée.
En 1997, classé 488e mondial et issu des qualifications, il atteint le troisième tour de l'Open d'Australie en éliminant Alex O'Brien, no 37 et surtout Magnus Gustafsson, no 17.
À partir de 1998, il met de côté sa carrière en simple pour se concentrer pleinement sur le double.
Sur le circuit Challenger, il aura remporté quatre titres en simple : Heilbronn et Rennes en 1992, Naples en 1993 et Cologne en 1994, tandis qu'en double, il a remporté 15 tournois entre 1990 et 2003.

## Palmarès

### Finale en simple (1)
| No | Date       | Nom et lieu du tournoi                             | Catégorie    | Dotation  | Surface      | Vainqueur        | Score    |  |
| -- | ---------- | -------------------------------------------------- | ------------ | --------- | ------------ | ---------------- | -------- |  |
| 1  | 06-06-1994 | Continental Grass Court Championships, Bois-le-Duc | World Series | 288 750 $ | Gazon (ext.) | Richard Krajicek | 6-3, 6-4 |  |

### Titres en double (6)
| No | Date       | Nom et lieu du tournoi          | Catégorie    | Dotation  | Surface         | Partenaire       | Finalistes                     | Score              |          |
| -- | ---------- | ------------------------------- | ------------ | --------- | --------------- | ---------------- | ------------------------------ | ------------------ | -------- |
| 1  | 09-06-1997 | Gerry Weber Open Halle (Westf.) | World Series | 875 000 $ | Gazon (ext.)    | Michael Stich    | David Adams Marius Barnard     | 7-6, 6-3           |          |
| 2  | 09-07-2001 | Telenordia Swedish Open Båstad  | Int' Series  | 375 000 $ | Terre (ext.)    | Jens Knippschild | Simon Aspelin Andrew Kratzmann | 7-63, 4-6, 7-65    |          |
| 3  | 24-09-2001 | Salem Open Hong Kong            | Int' Series  | 375 000 $ | Dur (ext.)      | André Sá         | Petr Luxa Radek Štěpánek       | 6-0, 7-5           | Parcours |
| 4  | 28-01-2002 | Milan Indoor Milan              | Int' Series  | 356 000 $ | Moquette (int.) | Andreï Olhovskiy | Julien Boutter Max Mirnyi      | 3-6, 7-65, [12-10] | Parcours |
| 5  | 08-04-2002 | Estoril Open Estoril            | Int' Series  | 595 000 $ | Terre (ext.)    | Andreï Olhovskiy | Simon Aspelin Andrew Kratzmann | 6-3, 6-3           |          |
| 6  | 08-09-2003 | BCR Open Romania Bucarest       | Int' Series  | 355 000 $ | Terre (ext.)    | Sargis Sargsian  | Simon Aspelin Jeff Coetzee     | 7-67, 6-2          | Parcours |

### Finales en double (3)
| No | Date       | Nom et lieu du tournoi            | Catégorie    | Dotation  | Surface         | Vainqueurs                 | Partenaire       | Score         |  |
| -- | ---------- | --------------------------------- | ------------ | --------- | --------------- | -------------------------- | ---------------- | ------------- |  |
| 1  | 07-04-1997 | Salem Open Hong Kong              | World Series | 303 000 $ | Dur (ext.)      | Martin Damm Daniel Vacek   | Jeff Tarango     | 6-3, 6-4      |  |
| 2  | 28-04-1997 | BMW Open Munich                   | World Series | 400 000 $ | Terre (ext.)    | Pablo Albano Àlex Corretja | Jens Knippschild | 3-6, 7-5, 6-2 |  |
| 3  | 29-09-1997 | Davidoff Swiss Indoors Basel Bâle | World Series | 975 000 $ | Moquette (int.) | Tim Henman Marc Rosset     | Jim Grabb        | 7-6, 6-7, 7-6 |  |

## Parcours dans les tournois duGrand Chelem

### En simple
| Année | Open d'Australie | Open d'Australie | Internationaux de France | Internationaux de France | Wimbledon       | Wimbledon     | US Open         | US Open       |
| ----- | ---------------- | ---------------- | ------------------------ | ------------------------ | --------------- | ------------- | --------------- | ------------- |
| 1992  | 1er tour (1/64)  | J. Eltingh       | 1er tour (1/64)          | C. Costa                 | 2e tour (1/32)  | S. Davis      | 1er tour (1/64) | C. Pridham    |
| 1993  | 1er tour (1/64)  | M. Damm          | —                        | —                        | 1er tour (1/64) | M. MacLagan   | 3e tour (1/16)  | A. Medvedev   |
| 1994  | 1er tour (1/64)  | A. Gaudenzi      | 1er tour (1/64)          | S. Pescosolido           | 2e tour (1/32)  | I. Kafelnikov | 1er tour (1/64) | M. Washington |
| 1995  | 1er tour (1/64)  | W. Ferreira      | 1er tour (1/64)          | A. Agassi                | 1er tour (1/64) | P. Sampras    | 2e tour (1/32)  | K. Carlsen    |
| 1996  | —                | —                | —                        | —                        | —               | —             | —               | —             |
| 1997  | 3e tour (1/16)   | J. Björkman      | —                        | —                        | —               | —             | —               | —             |
| 1998  | 1er tour (1/64)  | A. Berasategui   | —                        | —                        | —               | —             | 1er tour (1/64) | J.-M. Gambill |

N.B. : à droite du résultat se trouve le nom de l'ultime adversaire.

### En double
| Année | Open d'Australie               | Open d'Australie        | Internationaux de France      | Internationaux de France | Wimbledon                      | Wimbledon            | US Open                        | US Open                 |
| ----- | ------------------------------ | ----------------------- | ----------------------------- | ------------------------ | ------------------------------ | -------------------- | ------------------------------ | ----------------------- |
| 1997  | 1er tour (1/32) J. Knippschild | M. Ondruska G. Stafford | 1/4 de finale J. Knippschild  | I. Kafelnikov D. Vacek   | —                              | —                    | 1er tour (1/32) B. Shelton     | P. Kilderry N. Lapentti |
| 1998  | 1er tour (1/32) M. Kohlmann    | J. Björkman J. Eltingh  | 1/8 de finale J. Knippschild  | J. Eltingh P. Haarhuis   | 2e tour (1/16) J. Knippschild  | N. Broad P. Norval   | 2e tour (1/16) M. Ondruska     | M. Bhupathi L. Paes     |
| 1999  | —                              | —                       | —                             | —                        | 2e tour (1/16) C. Haggard      | M. Knowles D. Nestor | —                              | —                       |
| 2000  | —                              | —                       | —                             | —                        | —                              | —                    | 1er tour (1/32) L. Burgsmüller | W. Arthurs N. Zimonjić  |
| 2001  | 1/8 de finale J. Knippschild   | W. Arthurs N. Zimonjić  | 2e tour (1/16) J. Knippschild | D. Nestor S. Stolle      | 1er tour (1/32) J. Knippschild | E. Ferreira R. Leach | 1er tour (1/32) I. Heuberger   | M. Damm D. Prinosil     |
| 2002  | 1er tour (1/32) A. Sá          | M. Knowles D. Nestor    | 1er tour (1/32) A. Olhovskiy  | T. Crichton T. Perry     | 2e tour (1/16) R. Schüttler    | D. Johnson J. Palmer | 1er tour (1/32) R. Schüttler   | M. Llodra F. Santoro    |
| 2003  | 1er tour (1/32) R. Schüttler   | R. Henry T. Reid        | —                             | —                        | —                              | —                    | —                              | —                       |
| 2004  | 1/8 de finale S. Sargsian      | G. Etlis M. Rodríguez   | 1/4 de finale S. Sargsian     | M. Bhupathi M. Mirnyi    | 1er tour (1/32) R. Schüttler   | M. Damm C. Suk       | 1er tour (1/32) S. Sargsian    | F. González N. Massú    |
| 2005  | 2e tour (1/16) J. Coetzee      | K. Beck S. Sargsian     | 1er tour (1/32) J. Vaněk      | Y. Allegro M. Kohlmann   | —                              | —                    | —                              | —                       |

N.B. : le nom du ou de la partenaire se trouve sous le résultat ; le nom des ultimes adversaires se trouve à droite.

## Parcours dans lesMasters 1000
| Année | Indian Wells         | Miami                     | Monte-Carlo        | Hambourg                    | Rome              | Canada                    | Cincinnati          | Stockholm puis Essen | Paris            |
| ----- | -------------------- | ------------------------- | ------------------ | --------------------------- | ----------------- | ------------------------- | ------------------- | -------------------- | ---------------- |
| 1992  | —                    | —                         | —                  | —                           | —                 | 1er tour W. Masur         | —                   | —                    | —                |
| 1993  | —                    | 2e tour T. Muster         | —                  | —                           | —                 | —                         | —                   | —                    | —                |
| 1994  | 1er tour W. Ferreira | 2e tour D. Wheaton        | 1er tour G. Solvès | 1/8 de finale I. Kafelnikov | 1er tour D. Vacek | 1/8 de finale S. Bruguera | 1er tour T. Enqvist | 1er tour A. Boetsch  | 1er tour L. Roux |
| 1995  | —                    | 1/8 de finale J. Björkman | —                  | —                           | —                 | —                         | —                   | —                    | —                |

N.B. : sous le résultat se trouve le nom de l’ultime adversaire.